# Eugène Fournier
Eugène Fournier (* 28. Dezember 1871 in Saint-Brieuc, Côtes-du-Nord; † 17. April 1941 in Besançon) war ein französischer Geologe und Mineraloge sowie Dekan der wissenschaftlichen Fakultät von Besançon. Als bedeutender Höhlenforscher entdeckte er zahlreiche Höhlen im Jura.

## Biographie
Eugène Fournier wurde am 28. Dezember 1871 in Saint-Brieuc, Côtes-du-Nord geboren. Er studierte in Bayonne und Marseille und promovierte in der Geologie. Von 1896 bis 1935 lehrte er im Fach Geologie an der Universität Besançon. Von 1918 bis 1921 war er Dekan an der Fakultät der Wissenschaften.
Sein Hauptwerk waren die geologischen Karten von der Provence, dem Jura, Quercy und den Grands Causses. Er zeigte, dass verschiedene Theorie zur Tektonik im Widerspruch zum Nappismus, dem Vorläufer der heutigen Theorie zur Tektonik, standen. Seine Studien und Arbeiten machten ihn zu einem Pionier der Hydrogeologie in Karstgebieten. 1905 kann er nachweisen, dass ein versickernder Bach zur 1 km entfernten Quelle de l'Acier eine Verbindung hat und die allgemein erwartete Wasserfilterung somit nicht stattfindet. Dies inspirierte Édouard Alfred Martel die Initiative zum Martel-Gesetz, zum Schutz des Grundwassers, zu starten.
Seine Erkenntnisse erarbeitete er sich mit seinen Studenten bei der Feldforschung. Er erkundete ab 1898 als erster ca. 1200 Höhlen im ganzen Jura. Er veröffentlichte zahlreiche Schriften und mehrere Bücher und legte damit eine umfassende Bestandsaufnahme vor, auf die noch heute referenziert wird.
Er starb am 17. April 1941 in Besançon an den Folgen eines Autounfalls.

## Auszeichnungen
- Ritter der Ehrenlegion
- Prix Montyon de l'Académie des sciences (1920)
- Prix Martel de la Société de Géographie de Paris (1927)

Die Stadt Besançon benannte 1953 die rue Professeur-Fournier nach ihm.

## Höhlen
- 1899 Grotte des Cavottes bei Montrond-le-Château[3]
- 1899 Gouffre de Poudrey bei Étalans
- 1907 Gouffre des Granges-Mathieu
- 1919 Grotte von Chauveroche

## Werke
- L'Interprétation des cartes géologiques au point de vue de l'agriculture. C. Béranger, 1904.[4]
- Gouffres, Grottes Du Département Du Doubs. Jacques Et Demontrond, 1919.
- Gouffres, grottes, cours d'eau souterrains, résurgences etc., du département du Doubs. Jacques Et Demontrond, 1919.
- Les Gouffres. Jacques Et Demontrond, 1923.[4]
- Grottes et Rivières souterraines. Imprimerie de la Solidarité, 1923.[4]
- Les Eaux souterraines. Imprimerie de l'Est, 1926.[4]
- A) Phénomènes d'érosion et de corrosion spéciaux aux calcaires.- B) Applications scientifiques et pratiques de la spéléologie etc. Imprimerie de l'Est, 1928.[4]